# Municipio de Oil
El municipio de Oil (en inglés: Oil Township) es un municipio ubicado en el condado de Perry en el estado estadounidense de Indiana. En el año 2010 tenía una población de 2546 habitantes y una densidad poblacional de 14,76 personas por km².

## Geografía
El municipio de Oil se encuentra ubicado en las coordenadas 38°11′29″N 86°34′6″O / 38.19139, -86.56833. Según la Oficina del Censo de los Estados Unidos, el municipio tiene una superficie total de 172.46 km², de la cual 171,91 km² corresponden a tierra firme y (0,32 %) 0,55 km² es agua.

## Demografía
Según el censo de 2010, había 2546 personas residiendo en el municipio de Oil. La densidad de población era de 14,76 hab./km². De los 2546 habitantes, el municipio de Oil estaba compuesto por el 82,01 % blancos, el 17,16 % eran afroamericanos, el 0,2 % eran asiáticos, el 0,35 % eran de otras razas y el 0,27 % eran de una mezcla de razas. Del total de la población el 1,41 % eran hispanos o latinos de cualquier raza.